# Heygen (Adelsgeschlecht)

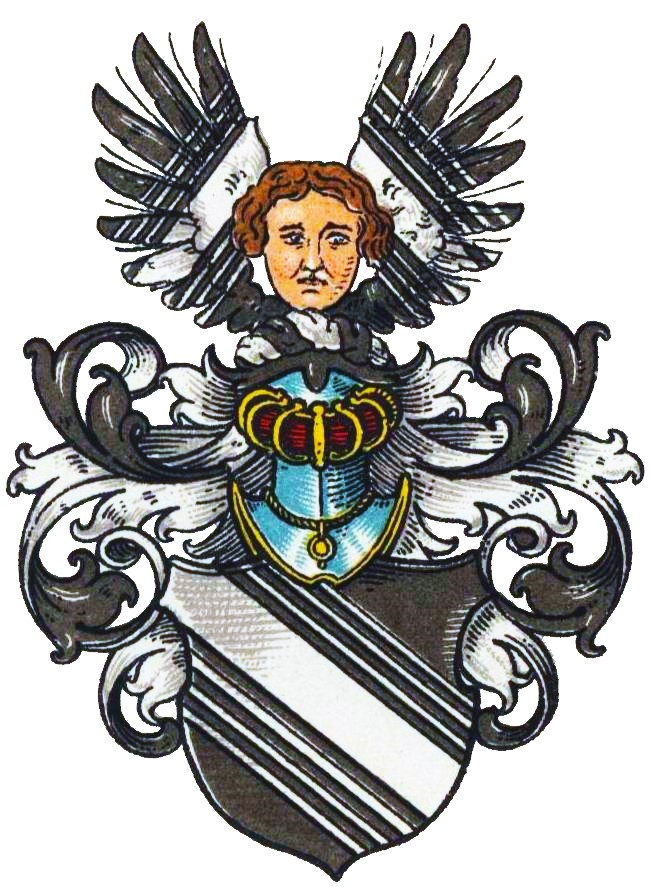
Wappen derer von Heygen im Wappenbuch des Westfälischen Adels

Heygen (auch Heyen oder Heggen) ist der Name eines westfälischen Adelsgeschlechtes (Ritterstand). Ihr Stammsitz ist die Gemeinde Heggen, heute ein Ortsteil von Finnentrop im Kreis Olpe.

## Geschichte

### Stamm
Hermann von Heygen ist der älteste bekannte Vertreter der Familie. Er führte 1244 einen Streit mit dem Kloster Oelinghausen.
Herbord von Heygen (* ca. 1250, † 1340) war möglicherweise sein Sohn oder Enkel. Er gehörte dem Ritterstand (miles) an. 1313–1338 wurde er als Vogt von Heggen genannt und wurde vom Grafen Wilhelm von Arnsberg mit Gütern in Heggen und Mahlrechten zu Ahausen belehnt. 1338 kamen noch Fischereirechte hinzu. 1325 trat er als Zeuge für das Kloster Grafschaft und 1326 für den Ritter Theodor von Schnellenberg auf. Nach seinem Tode wurde sein Bruder Hermann von Heygen, gen. Kulinch, von Graf Gottfried von Arnsberg mit den gleichen Rechten belehnt.
Franco von Heygen, (* ca. 1300, † 1365) ein Sohn oder Neffe Herbords, trat die Nachfolge der Brüder an und wurde 1342 im Lehnsregister von Arnsberg aufgeführt. 1347 verkaufte er dem Pastor zu Helden ihren Wald in Tecklinghausen. Mit seiner Frau Katharina, geb. von Wenne, hatte er vier Kinder, Heidenreich, Johann, Franco und Hermann, durch die verschiedene Linien begründet wurden:

### Heygen zu Bamenohl
Nach neuesten Erkenntnissen wird Bamenohl am 5. März 1324 erstmals urkundlich erwähnt.
Herbord Vogt von Heyen überließ dem Grafen Wilhelm von Arnsberg seinen Eigenhörigen Conradum (Konrad), den Sohn des Dietrich von Adorpe, und erhielt dafür im Tausch den Gobelinus von Bawenole inferiore (Nieder-Bamenohl).
Bei diesem Herbordus von Heggen handelte es sich um eine Person, die zur fraglichen Zeit in mehreren Urkunden vorkommt und, wie auch die Heggener Dorfchronik aussagt, zu dieser Zeit gelebt hat. Einer der Brüder des Herbord war Franco. Dieser hatte den Sohn Heidenreich, der in 2. Ehe mit der Beleke von Hundem gen. Pepersack verheiratet war. Durch diese Heirat kam er bzw. die Familie von Heygen in den Besitz bzw. Teilbesitz von Haus Bamenohl. Lehnsherr der von Heggen waren die Grafen von Arnsberg. Der besagte Wilhelm von Arnsberg wurde um 1277 geboren, starb 1338, regierte als Graf von Arnsberg von 1313 bis 1338. Über den Eigenhörigen Konrad ist bisher urkundlich nichts bekannt geworden. Bezüglich des Theoderici (Dietrich) von Adorpe ist ebenfalls nichts bekannt, allerdings ist zu vermuten, dass es sich bei Adorpe um den Ortsteil Adorf der Gemeinde Diemelsee im Landkreis Waldeck-Frankenberg handelt. Siegler war Franckonis (Franco) von Snellenberg (Schnellenberg).

### Heygen zu Ewig
Johann von Heygen (* ca. 1340), der zweite Sohn Francos des Älteren, heiratete in das Rittergut Ewig bei Attendorn ein. 1412–1429, offenbar nach seinem Tod, wurde dort mit Hilfe einer Stiftung des Attendorner Kaufmanns Heinrich Weeke das Augustiner-Chorherrenkloster Ewig erbaut, für das das Rittergut die ökonomische Grundlage bildete.

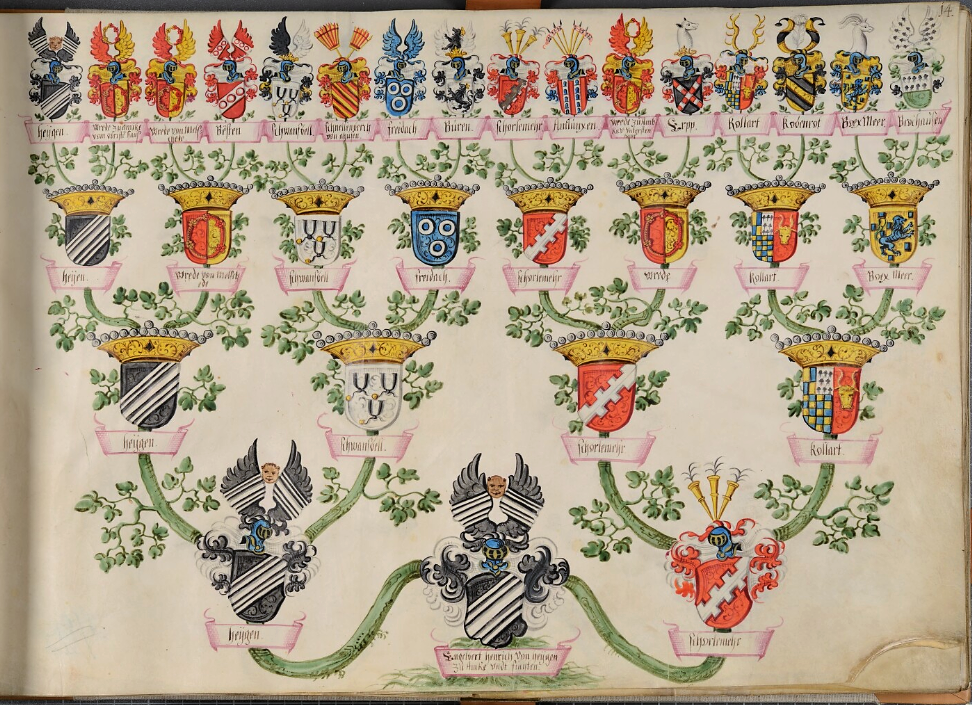
1651 Aufschwörung Engelbert Heinrich von Heygen

Wedekind von Heygen zu Ewig (* ca. 1370), sein Sohn, wurde zwischen 1422 und 1446 erwähnt. Er beerbte 1425 die Heggener Güter seines verstorbenen Onkels Franco des Jüngeren. Seine Frau hieß Meene.
Heinrich von Heygen zu Ewig (* ca. 1460, † 1544), ein Nachfahre Wedekinds, war mit einer Clara verheiratet, mit der er vier Kinder hatte: Johann, Margarethe, Elisabeth und Anna. Margarethe heiratete 1544 Christoph von Schnellenberg zu Ahausen, ihre Schwestern traten in das Kloster Oelinghausen ein.
Johann von Heygen zu Ewig (* ca. 1490, † 1571) heiratete Anna von Wrede, Erbin von Haus Amecke. Das Paar geriet offenbar in finanzielle Schwierigkeiten. 1544 verkauften sie ihr Berggut Mollberg an ihren Schwager Christoph von Schnellenberg und überließen ihm auch den Zehnten von Heggen. 1566 verpfändeten sie auch ihren Hof an den Mann der Tochter Christophs von Schnellenberg, Hermann von Neuhoff. Nach ihrem Tode wurde der letzte Besitz am 7. März 1571 unter den vier Kindern aufgeteilt: Johann von Heygen und der Mann seiner Schwester, Johann von Bödinkhausen erhielten das Gut in Ewig, Heinrich und Kaspar erhielten das Gut in Amecke.
Die Familie ist mit dem Tod von Engelbert Heinrich von Heygen ausgestorben, der 1650 noch lebte.

## Wappen
Das Wappen zeigt in Schwarz einen schrägrechts liegenden silbernen Balken, beidseitig begleitet von jeweils drei (oder zwei) aneinander liegenden schmalen silbernen Balken. Auf dem Helm mit schwarz-silbernen Decken über einem schwarz-silbernen Wulst ein natürliches Menschenhaupt zwischen einem offenen schwarzen, mit den nach außen absteigenden Balken belegten Flug.
Es besteht eine Wappenverwandtschaft mit den aus dem wenige Kilometer entfernten Ostentrop stammenden Ostendorp.